# Telepatija
Telepatija je sposobnost razmjene misli između dviju osoba bez posredovanja poznatih osjetila. Pojam je skovao britanac Frederic Myers u prosincu 1882. u Londonu
Iako su postojala istraživanja, nije utvrđeno njeno postojanje stoga je znanost ne priznaje.
Iako je koncept telepatije nazočan u ljudskoj povijesti od njenih samih početaka, riječ telepatija (grč. tele = udaljenost, daljina; pathe - osjećaj) uvodi se tek pred kraj 19. stoljeća, točnije 1882. godine, kada se na engleskom sveučilištu Cambridge putem donacija osniva Društvo za psihička istraživanja, koje ima za cilj na znanstveni način proučavati psihičke i paranormalne fenomene kako bi utvrdili istinu o njima.
Društvo je odmah podijeljeno na šest odjela ovisno o grani paranormalnih pojava kojima su se bavili. Tako su nastali odjeli za telepatiju, mesmerizam, iluzije i pojave duhova, fizičke fenomene povezane s osjetilima te odjel za povijest svih tih fenomena. Tri godine kasnije osniva se i Američko društvo za psihička istraživanja.
John E. Coover, psiholog sa Stanfordskog sveučilišta gotovo dvadeset i pet godina kasnije prvi put izvodi eksperimente s telepatskim vježbama pogađanja karata. Te karte su bile napravljene tako da je šansa da se pogodi određena karta iznosila 1:160.
J. B. Rihne sa sveučilišta Duke napravio je špil od dvadeset i pet karata s pet različitih simbola. Svaki se simbol nalazio na pet karata, a redom su to bili krug, plus, valovite linije, kvadrat i petokraka zvijezda. Te karte bile su poznate i pod nazivom Zenerove karte.